# 20416 Mansour
20416 Mansour è un asteroide della fascia principale. Scoperto nel 1998, presenta un'orbita caratterizzata da un semiasse maggiore pari a 2,7937254 UA e da un'eccentricità di 0,0576765, inclinata di 5,00239° rispetto all'eclittica.